# GW Девы
GW Девы (лат. GW Virginis), PG 1159 — одиночная переменная звезда в созвездии Девы на расстоянии приблизительно 1799 световых лет (около 552 парсек) от Солнца. Визуальная звёздная величина звезды — от +14,9m до +14,87m.
Открыта в 1977 году Ричардом Грином в ходе исследования объектов с избытком ультрафиолетового излучения, известного как обзор Паломар-Грин.
Является прототипом звёзд типа PG 1159. Как и другие звёзды этого класса, находится в переходном состоянии между центральной звездой планетарной туманности и белым карликом.
Является прототипом пульсирующих белых карликов типа GW Девы.
В 1979 году наблюдалось изменение светимости звезды, и в 1985 году ей было присвоено обозначение переменной: GW Девы. Такие переменные звёзды могут быть разделены на классы DOV и PNNV. Переменность звезды происходит из-за нерадиальных пульсаций гравитационных волн внутри неё самой. Её кривая блеска интенсивно наблюдалась телескопом Whole Earth в течение 264 часов в марте 1989 года, и в полученном колебательном спектре было обнаружено более 100 её колебательных мод с периодами от 300 до 1000 секунд.
GW Девы не является частью контура созвездия Девы, но находится в пределах границ созвездия. Белый карлик, скорее всего, был звездой, очень похожей на Солнце, до того, как он подошёл к концу своей жизни, израсходовав всё своё «топливо».

## Характеристики
GW Девы — белый карлик, пульсирующая переменная звезда типа GW Девы (ZZO) спектрального класса DOV. Масса — около 0,565 солнечной, радиус — около 0,0245 солнечного, светимость — около 154,882 солнечной. Эффективная температура — около 129 600 K.